# Feliks Bernatowicz
Feliks Bernatowicz, född 18 maj 1786, död 7 september 1836, var en polsk författare.
Bernatowicz är främst känd genom en till ett flertal språk översatt kärleksroman, Pojata, Lezdejkos dotter eller Litauerna i det 14:e seklet (1826), en berättelse om hedniskt-litauiska och kristiligt polska livsöden.